# Frecciarossa
A Frecciarossa az olaszországi Trenitalia márkaneve a nagysebességű vasúti járatainak. A Frecciarossa jelentése "Vörös nyíl", utalva a járművek színére és sebességükre. A vállalatot 2012-ben alapították, az Eurostar Italia utódjaként.
A Frecciarossa a Trenitalia prémium kategóriás szolgáltatása, megfelel az Nuovo Trasporto Viaggiatori magántársaság italo szolgáltatásának. A járatok legnagyobb sebessége – ahol ezt a pálya lehetővé teszi – 300 km/h. Helyjegy váltása kötelező.

## Útvonalak
A Frecciarossa járatok az alábbi útvonalakon közlekednek:
- Torino/Brescia – Milánó – Reggio Emilia AV – Bologna – Firenze – Róma – Nápoly – Salerno
- Torino – Milánó – Brescia – Verona – Vicenza – Padova – Velence – Monfalcone – Trieste
- Velence – Padova – Bologna – Firenze – Róma – Nápoly – Salerno
- Bergamo – Brescia – Verona – Bologna – Firenze – Róma
- Udine – Pordenone – Treviso – Velence – Padova – Vicenza – Verona – Brescia – Milánó
- Milánó – Reggio Emilia AV – Bologna – Rimini – Ancona – Pescara – Termoli – Foggia – Bari – Brindisi – Lecce
- Milánó – Bologna – Firenze – Róma – Nápoly – Salerno – Potenza – Ferrandina – Metaponto – Taranto
- Velence – Padova – Vicenza – Verona – Brescia – Milánó – Pavia – Genova
- Velence – Padova – Ferrara – Bologna – Firenze – Róma – Nápoly – Salerno
- Perugia – Arezzo – Firenze – Bologna – Reggio Emilia AV – Milánó – Torino
- Milánó – Reggio Emilia AV – Bologna – Firenze – Róma – Nápoly – Salerno – Agropoli – Sapri[1]

A márkához tartozik a Milan−Paris Frecciarossa is, amely két útvonalon közlekedik.
- Milánó – Torinó – Bardonecchia (szezonális)[5] – Modane – Chambéry-Challes-les-Eaux – Lyon-Part-Dieu – Paris Gare de Lyon
- Gare de Lyon-Perrache – Gare de Lyon-Part-Dieu – Paris Gare de Lyon

## Járművek

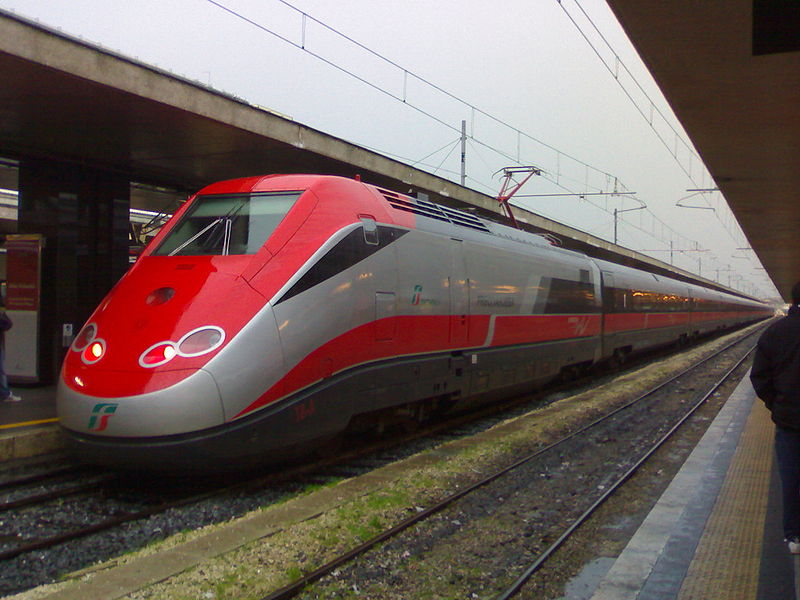
ETR 500 sorozat

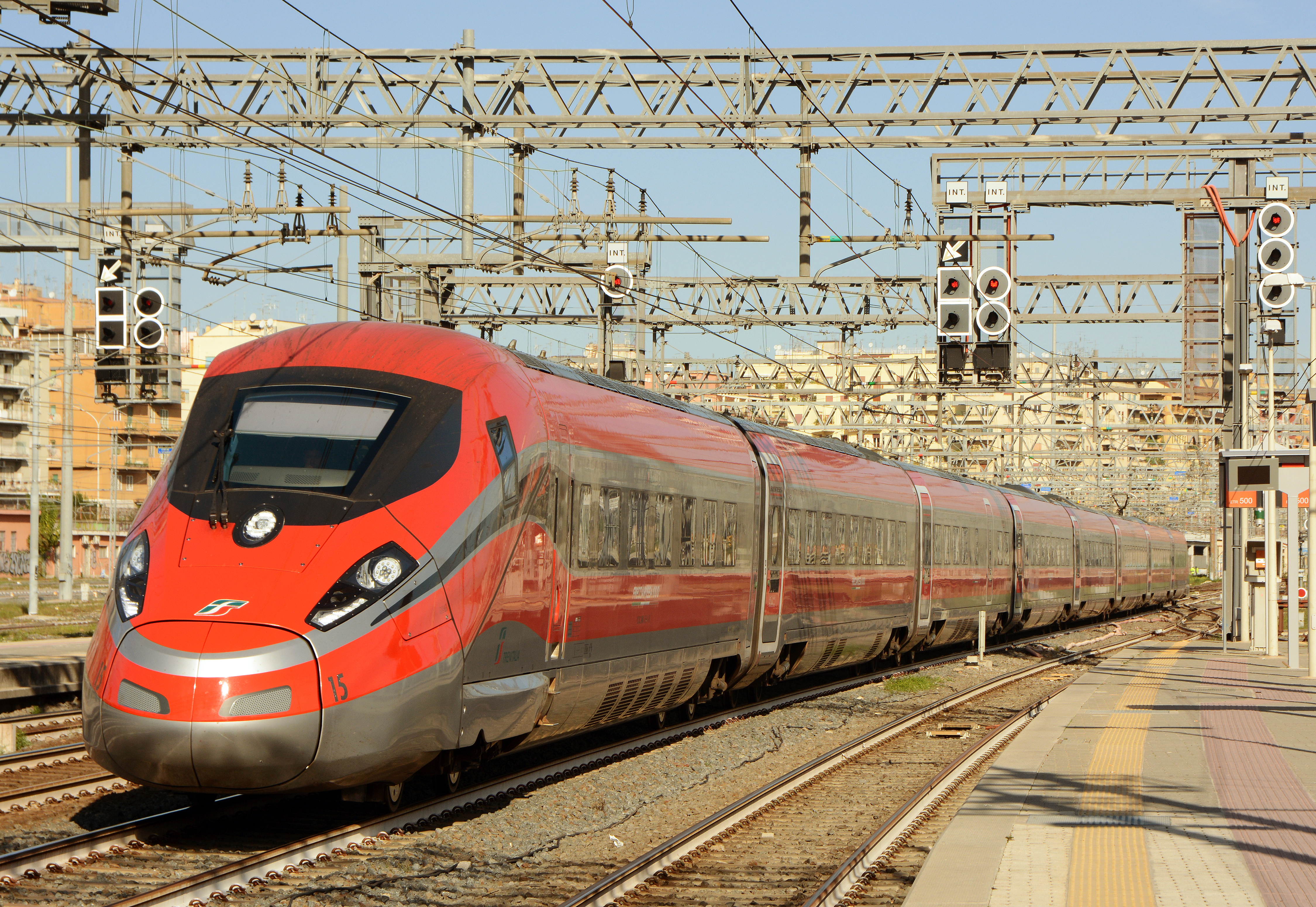
ETR 1000

- ETR 500 sorozat: nem billenőszekrényes nagysebességű motorvonat-sorozat, maximális sebessége 300 km/h;
- ETR 1000: nagysebességű motorvonat-sorozat, maximális sebessége 360 km/h.

Jelenleg az olaszországi nagysebességű vasútvonalakon csak 300 km/h sebességgel lehet a vonatoknak haladni, így a AnsaldoBreda és a Bombardier Transportation által gyártott ETR 1000 sorozatú motorvonatok jelenleg még nem tudják tudásukat teljes mértékben kihasználni.

## Képek

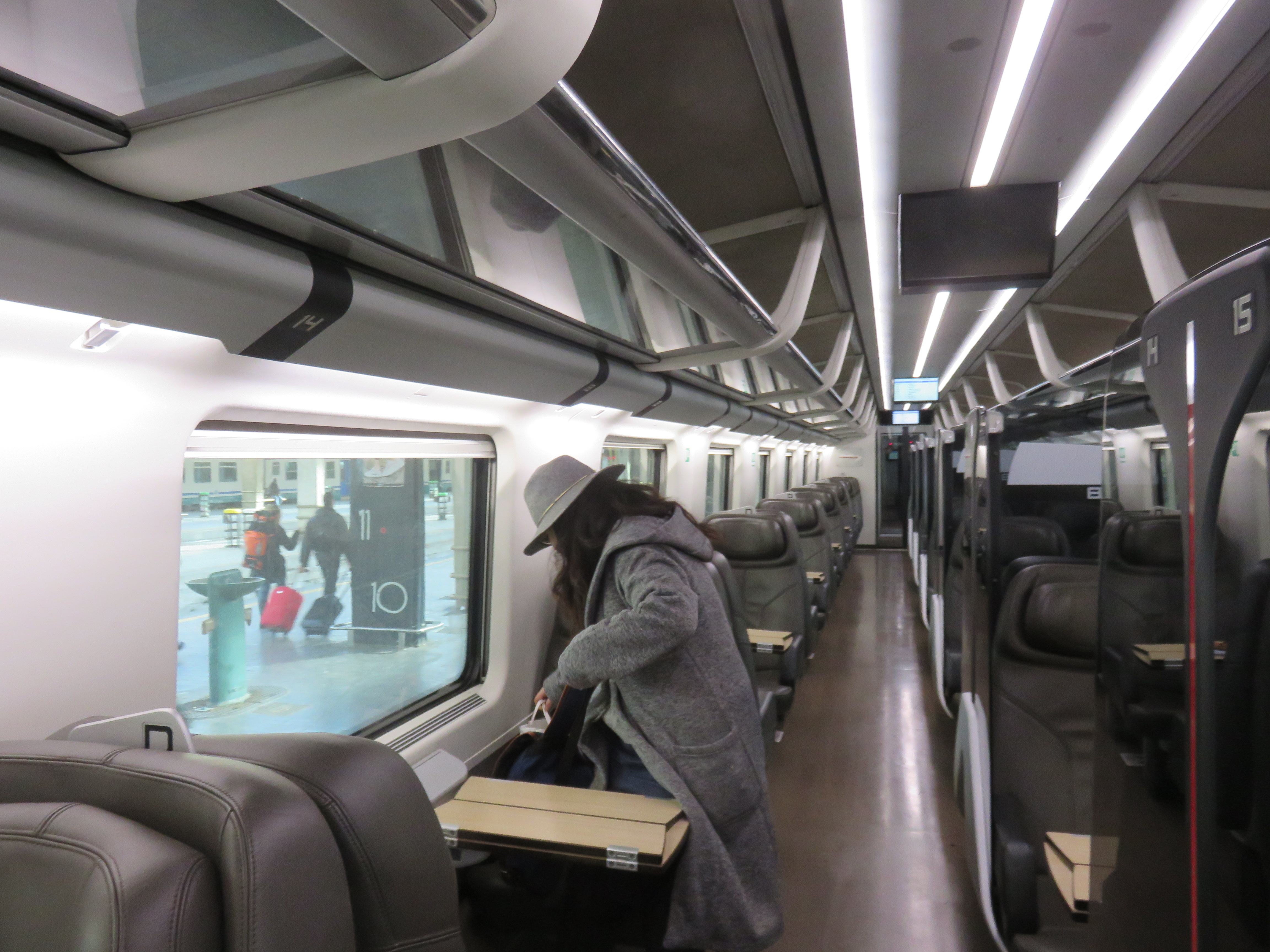
Az ETR 500 Business osztálya
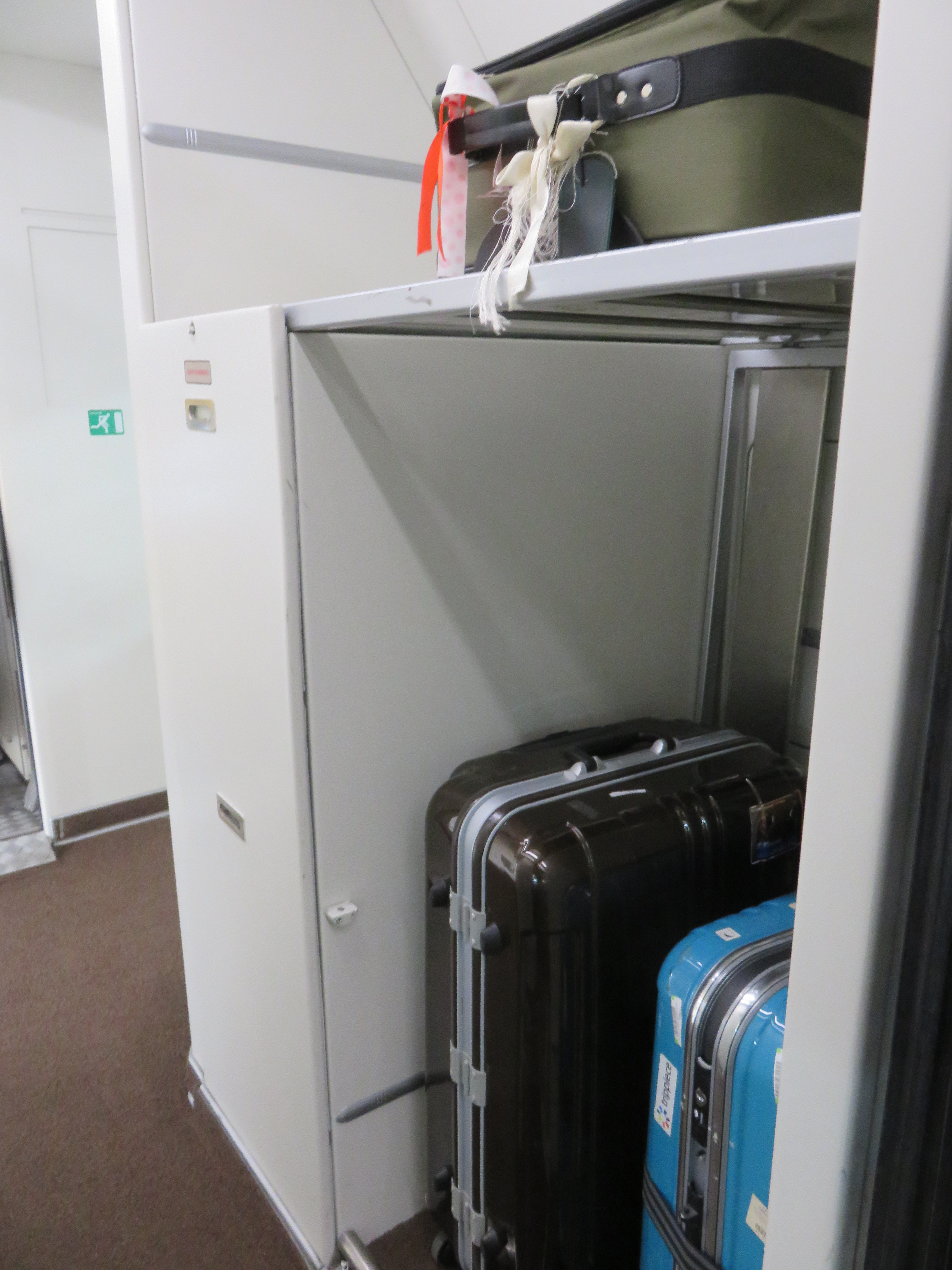
Az ETR 500 Business osztályán a csomagtartó
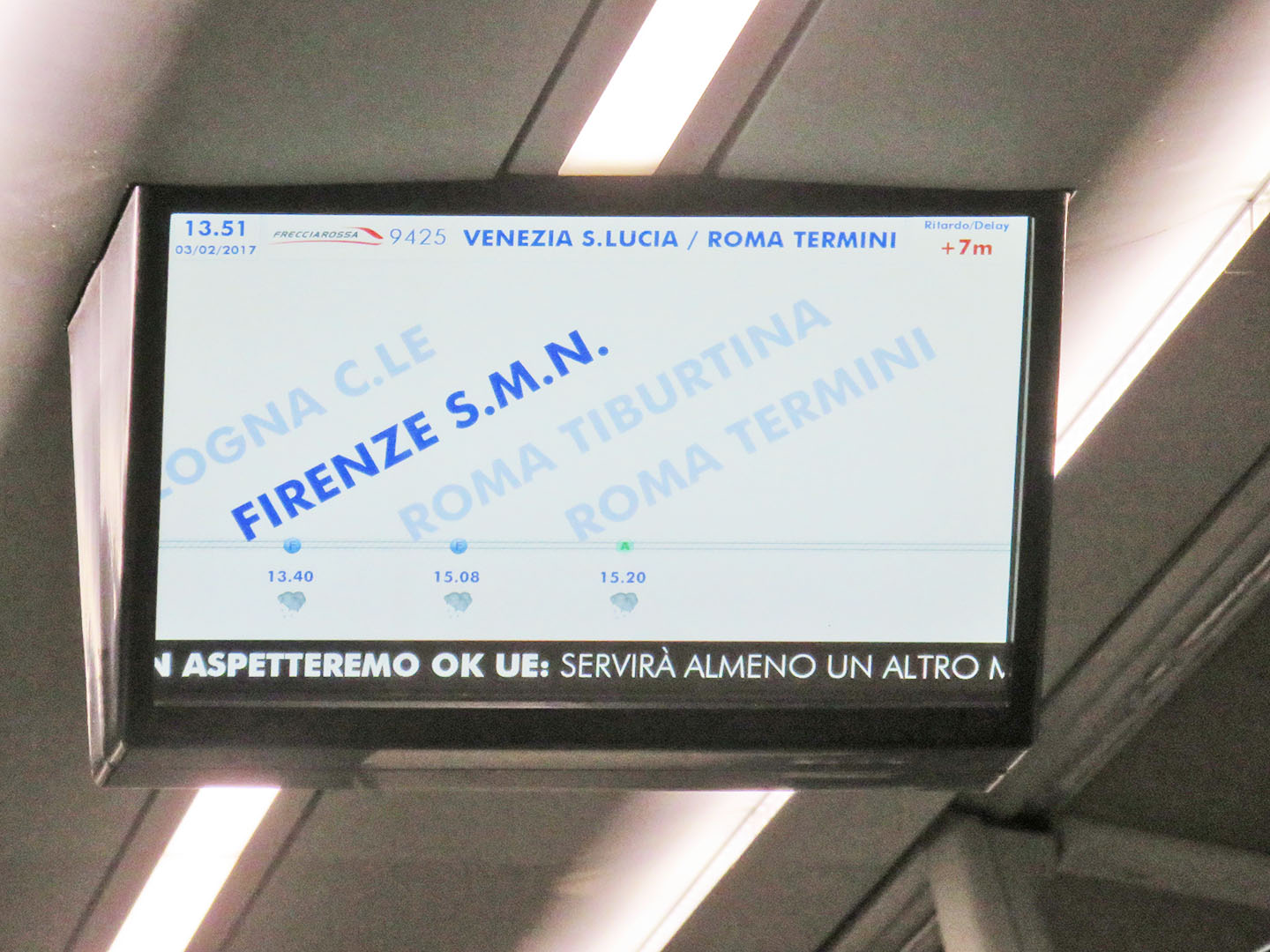
LCD kijelző az ETR 500 Business osztályán
Olaszország nagysebességű vasútvonalai

## Kiszolgált állomások
| Név                                      | Ország        | Közigazgatási egység | Vasútvonal | Szolgáltatások | Kép |
| ---------------------------------------- | ------------- | -------------------- | --- | --- | --- |
| Gare de Chambéry - Challes-les-Eaux      | Franciaország | Chambéry             | Culoz–Modane-vasútvonal St-André-le-Gaz–Chambéry-vasútvonal | TGV TER 52 TER 53 TER 60 TER 54 Annecy − Chambéry Chambéry − Culoz − Genève Frecciarossa Eurostar                                    |     |
| Stazione di Ancona                       | Olaszország   | Ancona               | Ancona–Lecce-vasútvonal Bologna–Ancona-vasútvonal Ancona–Orte -vasútvonal Ancona–Ancona Marittima railway | Frecciabianca Frecciarossa |     |
| Stazione di Arezzo                       | Olaszország   | Arezzo               | Firenze–Róma-vasútvonal Arezzo–Sinalunga-vasútvonal Casentinese-vasútvonal Appennino Centrale-vasútvonal | Frecciarossa |     |
| Stazione di Bari Centrale                | Olaszország   | Bari                 | Ancona–Lecce-vasútvonal Bari–Taranto-vasútvonal Bari–Martina Franca–Taranto-vasútvonal Bari–Bitritto-vasútvonal | treno regionale Regionale Veloce InterCity InterCity Notte Frecciargento Frecciarossa Nuovo Trasporto Viaggiatori                    |     |
| Stazione di Barletta                     | Olaszország   | Barletta             | Ancona–Lecce-vasútvonal Barletta–Spinazzola-vasútvonal | treno regionale Regionale Veloce InterCity InterCity Notte Frecciargento Frecciarossa Nuovo Trasporto Viaggiatori                    |     |
| Stazione di Bologna Centrale             | Olaszország   | Bologna              | Milánó–Bologna nagysebességű vasútvonal Porrettana-vasútvonal Milánó–Bologna-vasútvonal Verona–Bologna-vasútvonal Padova–Bologna-vasútvonal Bologna–Portomaggiore-vasútvonal Bologna–Firenze nagysebességű vasútvonal Bologna–Firenze-vasútvonal Bologna–Ancona-vasútvonal Marconi Express                  | Frecciarossa Frecciabianca Marconi Express Nuovo Trasporto Viaggiatori Line S1A Line S1B Line S2A Line S2B Line S4A Line S4B Line S5 |     |
| Stazione di Desenzano del Garda-Sirmione | Olaszország   | Desenzano del Garda  | Milánó–Velence-vasútvonal Desenzano-Desenzano Porto-vasútvonal | Frecciarossa |     |
| Stazione di Firenze Campo di Marte       | Olaszország   | Firenze              | Firenze–Róma-vasútvonal Firenze–Róma nagysebességű vasútvonal Firenze–Faenza-vasútvonal | Frecciargento Frecciarossa Regionale Veloce treno regionale InterCity                                                                |     |
| Stazione di Firenze Santa Maria Novella  | Olaszország   | Firenze              | Bologna–Firenze-vasútvonal Firenze–Faenza-vasútvonal Pisa–Firenze-vasútvonal Viareggio-Firenze-vasútvonal Firenze–Róma nagysebességű vasútvonal Bologna–Firenze nagysebességű vasútvonal Firenze–Róma-vasútvonal                                                                                            | Venice-Simplon Orient Express Frecciarossa Frecciabianca Nuovo Trasporto Viaggiatori                                                 |     |
| Stazione di Foggia                       | Olaszország   | Foggia               | Ancona–Lecce-vasútvonal Nápoly–Foggia-vasútvonal Foggia-Lucera-vasútvonal Foggia-Manfredonia-vasútvonal Foggia-Potenza-vasútvonal | treno regionale Regionale Veloce InterCity InterCity Notte Frecciargento Frecciarossa Nuovo Trasporto Viaggiatori                    |     |
| Stazione di Forlì                        | Olaszország   | Forlì                | Bologna–Ancona-vasútvonal | Frecciarossa |     |
| Stazione di Lecce                        | Olaszország   | Lecce                | Ancona–Lecce-vasútvonal Martina Franca–Lecce-vasútvonal Zollino–Gallipoli-vasútvonal Maglie–Otranto-vasútvonal | Frecciabianca Frecciarossa |     |
| Stazione di Milano Centrale              | Olaszország   | Milánó               | Domodossola–Milánó-vasútvonal Lecco–Milánó-vasútvonal Milánó–Bologna-vasútvonal Milánó–Bologna nagysebességű vasútvonal Chiasso–Milánó-vasútvonal Milánó–Genova-vasútvonal Milánó–Velence-vasútvonal Milánó–Verona nagysebességű vasútvonal Torino–Milánó-vasútvonal Torino–Milánó nagysebességű vasútvonal | Trenhotel Trenitalia France EuroCity Frecciarossa Frecciabianca                                                                      |     |
| Stazione di Milano Porta Garibaldi       | Olaszország   | Milánó               | Chiasso–Milánó-vasútvonal Domodossola–Milánó-vasútvonal Lecco–Milánó-vasútvonal Luino–Milánó-vasútvonal Stabio/Porto Ceresio–Milánó-vasútvonal Torino–Milánó-vasútvonal | Frecciarossa Italo Treno suburbano treno regionale treno RegioExpress                                                                |     |
| Stazione di Milano Rogoredo              | Olaszország   | Milánó               | Milánó–Bologna-vasútvonal Milánó–Genova-vasútvonal Milánó belt-vasútvonal Milánó Passante-vasútvonal | Frecciarossa S1 S2 S12 S13 |     |
| Stazione di Modena                       | Olaszország   | Modena               | Milánó–Bologna-vasútvonal Verona-Mantova-Modena-vasútvonal Ferrara-Modena-vasútvonal Modena–Sassuolo-vasútvonal Modena-Vignola-vasútvonal | Frecciarossa Frecciargento Line S5                                                                                                   |     |
| Stazione di Napoli Centrale              | Olaszország   | Nápoly               | Róma–Cassino–Nápoly-vasútvonal Róma–Formia–Nápoly-vasútvonal Nápoly–Battipaglia-vasútvonal Nápoly–Foggia-vasútvonal Róma–Nápoly nagysebességű vasútvonal Nápoly–Salerno nagysebességű vasútvonal | Frecciabianca Frecciarossa Frecciargento InterCity Nuovo Trasporto Viaggiatori ligne 15 ligne 16                                     |     |
| Stazione di Orte                         | Olaszország   | Orte                 | Firenze–Róma-vasútvonal Viterbo–Orte-vasútvonal Ancona–Orte -vasútvonal Civitavecchia-Orte-vasútvonal | FL1 Frecciarossa |     |
| Stazione di Padova                       | Olaszország   | Padova               | Milánó–Velence-vasútvonal Padova-Bassano-vasútvonal Padova–Bologna-vasútvonal Padova-Padova Interporto-vasútvonal | Frecciabianca Frecciarossa |     |
| Stazione di Parma                        | Olaszország   | Parma                | Milánó–Bologna-vasútvonal Brescia–Parma-vasútvonal Parma–La Spezia-vasútvonal Parma-Suzzara-vasútvonal | Frecciarossa Frecciabianca |     |
| Stazione di Pescara                      | Olaszország   | Pescara              | Róma–Sulmona–Pescara-vasútvonal Ancona–Lecce-vasútvonal | Frecciarossa Frecciabianca |     |
| Stazione di Peschiera del Garda          | Olaszország   | Peschiera del Garda  | Milánó–Velence-vasútvonal | Frecciarossa |     |
| Stazione di Piacenza                     | Olaszország   | Piacenza             | Milánó–Bologna-vasútvonal Alessandria–Piacenza-vasútvonal Piacenza–Cremona-vasútvonal | Frecciarossa |     |
| Stazione di Reggio Emilia                | Olaszország   | Reggio Emilia        | Milánó–Bologna-vasútvonal Reggio Emilia-Guastalla-vasútvonal Reggio Emilia-Sassuolo-vasútvonal Reggio Emilia-Ciano d'Enza-vasútvonal Reggio Emilia-Boretto-vasútvonal | Frecciarossa Frecciabianca |     |
| Stazione di Reggio Emilia AV Mediopadana | Olaszország   | Reggio Emilia        | Milánó–Bologna nagysebességű vasútvonal | Frecciarossa Italo |     |
| Stazione di Rimini                       | Olaszország   | Rimini               | Bologna–Ancona-vasútvonal Ferrara–Rimini-vasútvonal | Frecciabianca InterCity Frecciarossa                                                                                                 |     |
| Stazione di Roma Termini                 | Olaszország   | Esquilino            | Pisa–Róma-vasútvonal Róma–Albano-vasútvonal Firenze–Róma-vasútvonal Firenze–Róma nagysebességű vasútvonal Róma–Frascati-vasútvonal Róma–Cassino–Nápoly-vasútvonal Róma–Formia–Nápoly-vasútvonal Róma–Velletri-vasútvonal Róma–Sulmona–Pescara-vasútvonal Róma–Nápoly nagysebességű vasútvonal               | Frecciarossa Frecciabianca Frecciargento InterCity Nuovo Trasporto Viaggiatori FL4 FL5 FL6 FL7 FL8                                   |     |
| Stazione di Roma Tiburtina               | Olaszország   | Róma                 | Firenze–Róma-vasútvonal Firenze–Róma nagysebességű vasútvonal Róma–Nápoly nagysebességű vasútvonal Róma–Sulmona–Pescara-vasútvonal | Frecciarossa Nuovo Trasporto Viaggiatori FL1 FL2 FL3                                                                                 |     |
| Stazione di Salerno                      | Olaszország   | Salerno              | Nápoly–Battipaglia-vasútvonal Salerno–Potenza-vasútvonal Battipaglia–Reggio di Calabria-vasútvonal | Frecciabianca Nuovo Trasporto Viaggiatori Naples - Campi Flegrei <> Salerne Frecciarossa                                             |     |
| Stazione di Torino Porta Nuova           | Olaszország   | Torino               | Torino–Genova-vasútvonal Torino-Fossano-Savona-vasútvonal Torino–Milánó-vasútvonal Torino–Modane-vasútvonal Torino–Pinerolo–Torre Pellice-vasútvonal | Frecciarossa Frecciabianca Line SFM3                                                                                                 |     |
| Stazione di Torino Porta Susa (2008)     | Olaszország   | Torino               | Torino–Milánó-vasútvonal Passante ferroviario di Torino Torino–Milánó nagysebességű vasútvonal Torino–Genova-vasútvonal | TGV Frecciarossa Nuovo Trasporto Viaggiatori Line SFM1 Line SFM2 Line SFM4 Linea SFM6 Line SFM7                                      |     |
| Stazione di Venezia Mestre               | Olaszország   | Velence              | Milánó–Velence-vasútvonal Trento–Velence-vasútvonal Velence–Trieszt-vasútvonal Velence–Udine-vasútvonal Adria–Mestre-vasútvonal Verona-Velence nagysebességű vasútvonal | Frecciarossa Railjet Trenitalia France EuroNight Nuovo Trasporto Viaggiatori                                                         |     |
| Stazione di Venezia Santa Lucia          | Olaszország   | Velence              | Milánó–Velence-vasútvonal Velence–Trieszt-vasútvonal Trento–Velence-vasútvonal Velence–Udine-vasútvonal | Trenitalia France EuroCity Nightjet Venice-Simplon Orient Express Frecciarossa Frecciabianca Railjet Nuovo Trasporto Viaggiatori     |     |
| Stazione di Verona Porta Nuova           | Olaszország   | Verona               | Milánó–Velence-vasútvonal Brenner-vasútvonal Verona–Bologna-vasútvonal Verona-Mantova-Modena-vasútvonal Verona-Rovigo-vasútvonal | Trenitalia France Frecciabianca Frecciarossa                                                                                         |     |
| Stazione di Vicenza                      | Olaszország   | Vicenza              | Milánó–Velence-vasútvonal Vicenza-Schio-vasútvonal Vicenza-Treviso-vasútvonal | Trenitalia France Frecciabianca EuroCity Frecciarossa                                                                                |     |